# Apophorhynchus brevipenis
Apophorhynchus brevipenis är en tvåvingeart som beskrevs av Marques-costa och Ale-rocha 2005. Apophorhynchus brevipenis ingår i släktet Apophorhynchus och familjen Ropalomeridae. Inga underarter finns listade i Catalogue of Life.